# ميريل جنسن
ميريل جنسن (بالإنجليزية: Merrill Jensen)‏ هو مؤرخ أمريكي، ولد في 16 يوليو 1905 في إلك هورن في الولايات المتحدة، وتوفي في 30 يناير 1980 في ماديسون في الولايات المتحدة.

## وصلات خارجية
- ميريل جنسن على موقع إن إن دي بي (الإنجليزية)